# HTC 7 Surround
De HTC Surround is een smartphone van het bedrijf HTC waarop oorspronkelijk het Windows Phone 7 (WP7) draait. Later heeft het toestel de update gekregen naar Windows Phone 7.5 ofwel Mango.
De voorkant van het toestel bestaat uit de drie WP7-knoppen: de terugknop, de startknop en de knop met de zoekfunctie. Deze knoppen zijn touchknoppen. De HTC heeft een lcd-scherm van 3,7 inch met een resolutie van 480 x 800 pixels. En het toestel beschikt over een 5 megapixel camera met dual-ledflitser. Het meest bijzondere aan de smartphone is toch wel de ingebouwde uitschuifbare speaker van Yamaha. Ook beschikt de telefoon over een standje waardoor hij kan blijven staan.